# Piera Degli Esposti

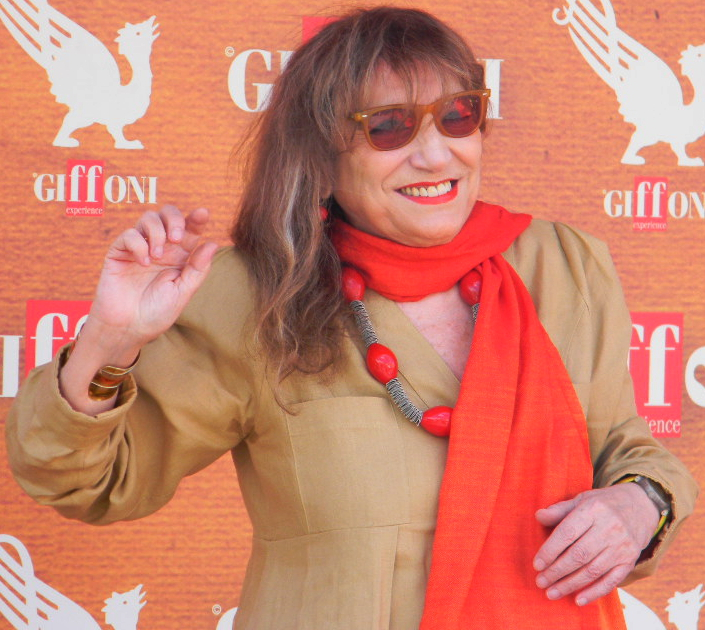
Piera Degli Esposti (2010)

Piera Degli Esposti (* 12. März 1938 in Bologna; † 14. August 2021 in Rom) war eine italienische Schauspielerin und Opernregisseurin.

## Biografie
Piera Degli Espostis erste Erfahrungen als Bühnenschauspielerin begannen am experimentellen Theater Teatro Stabile dell’Aquila unter Antonio Calenda, Direktor von 1969 bis 1976, wo auch die Karriere einer Reihe von weiteren renommierten Schauspielern ihren Anfang nahm. Sie arbeitete dort unter Regisseuren wie Antonio Calenda (Operette von Witold Gombrowicz, 1969), Aldo Trionfo (Arden di Feversham, ein elisabethanisches Stück und Giancarlo Cobelli (Die Irre von Chaillot) von Jean Giraudoux, 1972; La figlia di Iorio von Gabriele D’Annunzio, 1973; Antonius und Cleopatra von William Shakespeare, 1974).
Ihre eigentliche Karriere begann im Teatro dei 101 unter der Leitung von Antonio Calenda, zusammen mit anderen jungen Schauspielern, die zu Protagonisten des italienischen Theaters werden sollten, und wo auch die Karriere von Nando Gazzolo und Gigi Proietti ihren Anfang nahm. 1966 schrieb sie ein Drehbuch zu dem Fernsehfilm Der Graf von Montecristo. Ihre Filmkarriere begann im folgenden Jahr mit dem Film Trio unter der Regie von Gianfranco Mingozzi, gefolgt von Questi fantasmi von Renato Castellani.
Piera Degli Esposti spielte in der Folge sowohl auf der Bühne als auch am Filmset und im Fernsehen, in Ugo Gregorettis Il circolo Pickwick und im Kino in Medea unter der Regie von Pier Paolo Pasolini und Sotto il segno dello scorpione der Brüder Taviani. Am Theater arbeitete sie mit Regisseuren wie Scaparro, Guicciardini, Sequi und Massimo Castri (mit letzterem 1980 in Rosmersholm von Henrik Ibsen). 1980 schrieb sie zusammen mit ihrer langjährigen Freundin Dacia Maraini  die Storia di Piera, die Geschichte ihrer Jugend, ein erfolgreicher Roman, der drei Jahre später unter der Regie von Marco Ferreri verfilmt wurde,. Das Drehbuch verfassten Degli Esposti und Maraini. Maranini war auch an Ferreris nächstem Film Ferreris Il futuro è donna als Drehbuchautorin beteiligt.
Zu Beginn der 1980er Jahre spielte sie unter Nanni Moretti in Sogni d’oro und für Cinzia TH Torrini in Giocare d’azzardo. Lina Wertmüller gab ihr Rollen in drei ihrer Filme: Scherzo del destino in agguato dietro l’angolo come un brigante da strada, Il decimo clandestino und Metalmeccanico e parrucchiera in un turbine di sesso e politica.
1986 erhielt sie den Nastro d’Argento für ihre Darstellung der Teresa in La coda del diavolo unter der Regie von Giorgio Treves. Gleichzeitig arbeitete sie am Theater und spielte in Mutter Courage (Regie Antonio Calenda), Prometheus von Aeschylos und dem Monodrama Stabat Mater in der umstrittenen Inszenierung von Antonio Tarantino 1988 wurde sie eingeladen, die Rolle der Venezia in dem Film Biennale Apollo von Sylvano Bussotti zu spielen. Anschließend spielte sie die Äbtissin in Salvatore Nocitas Verfilmung von Die Verlobten von 1989, die auf dem gleichnamigen Roman von Alessandro Manzoni basiert.
1996 spielte sie in dem Film über Pasolini Nerolio unter der Regie von Aurelio Grimaldi. Im Jahr 2001 spielte sie in Ferreri I Love You und Marco Bellocchios L’ora di religione, für den sie den David di Donatello als beste Nebendarstellerin erhielt. Degli Esposti teilt ihre Zeit weiterhin zwischen Kino und Fernsehen. Für erstere wirkte sie in Filmen wie Il vestito da sposa, Il compleanno und Iltrentasette mit, für letztere in Spielfilmen wie Diritto di difesa. Sie arbeitete mit Marcello Garofalo in Tre donne morali, in dem sie die Rolle einer ehemaligen Nonne spielte, die nun ein Pornokino betreibt, und mit Giuseppe Tornatore in dem Film Die Unbekannte. Für beide Rollen erhielt sie hervorragende Kritiken und wurde für letztere für einen Nastro d’Argento nominiert.
Ihr Debüt als Opernregisseurin gab sie in Livorno mit Lodoletta von Pietro Mascagni. Es folgten La notte di un nevrastenico von Nino Rota und La voix humaine von Francis Poulenc. Im Jahr 2008 kam Paolo Sorrentinos Il divo in die Kinos. In diesem Film spielte Piera die Sekretärin von Giulio Andreotti, eine Rolle, die sie in den Wettbewerb des Filmfestivals von Cannes brachte und ihr einen weiteren Donatello einbrachte.
Im Jahr 2010 stand sie unter der Regie von Giovanni Veronesi in Genitori & figli - Agitare bene prima dell’uso und von Marco Filiberti in Il compleanno vor der Kamera; außerdem drehte sie drei Fernsehfilme: Il mondo di Patty, Mannaggia alla miseria und Donne di Sicilia. 2011 drehte sie I bambini della sua vita unter der Regie von Peter Marcias in Cagliari, wofür sie den Globo d’oro als beste Schauspielerin erhielt. 2014 spielte sie im Teatro Creco in Syrakus in einer Inszenierung der Choephoren/Eumeniden des Äschylos durch Daniele Salvo (* 1970).
Piera Degli Esposti hat von 1962 bis 2020 zahlreiche Rollen in italienischen Fernsehserien übernommen, zuletzt die Titelrolle in der Dokufiktion-Serie L’ultima de’ Medici, in der sie Anna Maria Luisa de’ Medici verkörpert.
Sie starb am 14. August 2021 im Alter von 83 Jahren im Krankenhaus Santo Spirito in Rom an den Folgen einer Lungenerkrankung. Sie wurde auf dem Cimitero Monumentale della Certosa di Bologna bestattet.

## Auszeichnungen
1979, 1980 und 1992 wurde sie mit dem Premio Ubu, einem italienischen Theaterpreis, ausgezeichnet.
Piera Degli Esposti erhielt in ihrer Karriere  8 Filmpreise, darunter drei Donatellos und zweimal Preis des Italian National Syndicate of Film Journalists, und 7 weitere Nominierungen.
Am 25. November 2013 erhielt sie anlässlich der Präsentation des Dokumentarfilms Tutte le storie di Piera auf dem Turiner Filmfestival den Maria-Adriana-Prolo-Preis für ihr Lebenswerk, der vom Verband der nationalen Filmmuseen verliehen wird.
2018 wurde sie mit dem Premio Eleonora Duse ausgezeichnet.

## Filmografie (Auswahl)
- 1967: Die Über-Sinnliche (Questi fantasmi), Regie: Renato Castellani
- 1969: Sotto il segno dello scorpione, Regie: Paolo und Vittorio Taviani
- 1969: Medea, Regie: Pier Paolo Pasolini
- 1973: Die weiße Mafia (Bisturi – La mafia bianca), Regie: Luigi Zampa
- 1976: Fantasia, ma non troppo, per violino, Regie: Gianfranco Mingozzi
- 1981: Goldene Träume (Sogni d’oro), Regie: Nanni Moretti
- 1982: Lotto auf Italienisch (Giocare d'azzardo), Regie: Cinzia TH Torrini
- 1983: Scherzo del destino in agguato dietro l'angolo come un brigante da strada,
 Regie: Lina Wertmüller
- 1986: La coda del diavolo, Regie: Giorgio Treves
- 1988: Don Bosco, Regie: Leandro Castellani
- 1988: L’appassionata, Regie: Gianfranco Mingozzi
- 1989: Heimlich, still und leise (Il Decimo clandestino), Regie: Lina Wertmüller
- 1996: Nerolio, Regie:  Aurelio Grimaldi,
- 1996: Shampoo, Sex und Politik (Metalmeccanico e parrucchiera in un turbine di sesso e politica),
 Regie: Lina Wertmüller
- 2000: Hotel Dajti, Regie: Carmine Fornari
- 2002: L’ora di religione, Regie: Marco Bellocchio
- 2003: Il vestito da sposa, Regie: Fiorella Infascelli
- 2005: Iltrentasette, Regie: Roberto Greco
- 2006: Lettere dalla Sicilia, Regie: Manuel Giliberti
- 2006: Die Unbekannte (La sconosciuta), Regie: Giuseppe Tornatore
- 2006: Tre donne morali, Regie: Marcello Garofalo
- 2008: Il divo, Regie: Paolo Sorrentino
- 2008: L’uomo che ama, Regie: Maria Sole Tognazzi
- 2009:  Giulia geht abends nie aus (Giulia non esce la sera), Regie: Giuseppe Piccioni
- 2009: Davids Geburtstag (Il compleanno), Regie: Marco Filiberti
- 2010: Genitori & figli – Agitare bene prima dell'uso, Regie: Giovanni Veronesi
- 2010: I baci mai dati, Regie: Roberta Torre
- 2010: I bambini della sua vita, Regie: Peter Marcias
- 2011: Un milione di giorni, Regie: Emanuele Giliberti
- 2012: Pulce non c’è, Regie: Giuseppe Bonito
- 2013: Willkommen, Herr Präsident! (Benvenuto Presidente!), Regie: Riccardo Milani
- 2015: Leoni, Regie: Pietro Parolin
- 2015: In un posto bellissimo, Regie: Giorgia Cecere
- 2015: Banat – Il viaggio, Regie: Adriano Valerio
- 2016: Assolo, Regie: Laura Morante
- 2016: Träum was Schönes – Fai Bei Sogni (Fai Bei Sogni), Regie: Marco Bellocchio
- 2016: Ohrensausen (Orecchie), Regie: Alessandro Aronadio
- 2017: Favola, Regie: Sebastiano Mauri
- 2021: Anima bella, Regie: Dario Albertini
- 2022: Corro da te, Regie  Riccardo Milani